# Джоши-Шах, Дипика
Ди́пика Джо́ши-Шах (хинди दीपिका जोशी-शाह; 1976, Аджмер, Раджастхан, Индия — 27 января 2012, Кувейт) — индийская актриса и певица.

## Биография
Дипика Джоши-Шах родилась в 1976 году в Аджмере (штат Раджастхан, Индия).
Дипика начала свою карьеру актрисы озвучивания и певицы в 1990-х годах. Наиболее известна озвучиванием персонажей кинотрилогии «Властелина колец» на языке хинди.
Погибла в автокатастрофе 27 января 2012 года в 35-летнем возрасте. Была замужем за Пэрешом Шах.